# Hemicypris californica
Hemicypris californica är en kräftdjursart som först beskrevs av Baker 1912.  Hemicypris californica ingår i släktet Hemicypris och familjen Cyprididae. Inga underarter finns listade i Catalogue of Life.